# Diocese de Metz
A Diocese de Metz (em latim: Dioecesis Metensis; em frances: Diocèse de Metz) é uma diocese do rito latino da Igreja Católica Romana em Metz, na França. Na Idade Média, era um príncipe-bispado do Sacro Império Romano, um estado independente de fato governado pelo príncipe-bispo que tinha o título ex officio de contagem. Foi anexado à França pelo rei Henrique II em 1552; isto foi reconhecido pelo Sacro Império Romano na Paz de Vestfália de 1648. Fazia parte da província dos Três Bispados. Desde 1801, a diocese de Metz é uma corporação de culto de direito público (francês: établissement public du culte).

## História
Métis era definitivamente um bispado em 535, mas pode ser mais antigo. A Basílica de Saint-Pierre-aux-Nonnains, em Métis, é construída no local de uma basílica romana, que provavelmente é o local de uma das primeiras congregações cristãs da França.
Originalmente, a diocese estava sob o metropolitano de Trier. Após a Revolução Francesa, o último príncipe bispo, cardeal Louis de Montmorency-Laval (1761-1802), fugiu e a antiga organização da diocese foi destruída. Com a Concordata de 1801, a diocese foi restabelecida, cobrindo os departamentos de Mosela, Ardenas e Forêts, e foi colocada sob a arquidiocese de Besançon. Em 1817, as partes da diocese que se tornaram território prussiano foram transferidas para a diocese de Trier. Em 1871, as principais áreas da diocese passaram a fazer parte da Alemanha e, em 1874, a diocese de Métis, reconfigurada nas fronteiras do novo departamento alemão de Lorena, ficou imediatamente sujeita à Santa Sé. Em 1910, havia cerca de 533.000 católicos vivendo na diocese de Métis.  
Quando a lei francesa de 1905 sobre a separação das igrejas e do Estado foi promulgada, eliminando as corporações religiosas de direito público, isso não se aplicava à diocese de Métis que se encontrava na Alemanha. Após a Primeira Guerra Mundial, foi devolvido à França, mas o status de concordância foi preservado desde então como parte da lei local na Alsácia-Mosela. Em 1940, após a derrota francesa, ficou sob ocupação alemã até 1944, quando se tornou francês novamente. Juntamente com a arquidiocese de Estrasburgo, o bispo da Sé é nomeado pelo governo francês de acordo com a concordata de 1801. A concordata prevê ainda que o clero seja pago pelo governo e os alunos católicos romanos nas escolas públicas podem receber instruções religiosas de acordo com as orientações diocesanas.  

## Bispos
Segundo a lista tradicional de bispos, o atual bispo Pierre René Ferdinand Raffin é o 105º bispo de Métis. Segundo esta lista, o primeiro bispo foi São Clemente, supostamente enviado pelo próprio São Pedro a Métis. O primeiro bispo totalmente autenticado, no entanto, é Espero ou Hespero, que foi bispo em 535. Muitos bispos foram declarados santos ou abençoados, como São Arnulfo (611-627), São Crodegango (742-766) ou São Agilrão (768-791). Adelbero foi bispo de Métis em 933. O bispo de Métis é nomeado pelo Presidente da República.  

### Bispos desde 1900
|                          | Nome                               | Período    | Notas                    |        |
| Bispos                   | Bispos                             | Bispos     | Bispos                   | Bispos |
| ------------------------ | ---------------------------------- | ---------- | ------------------------ | ------ |
|                          | Philippe Ballot                    | 2022–atual |                          |        |
|                          | Jean-Christophe Lagleize           | 2013–2021  |                          |        |
|                          | Pierre René Ferdinand Raffin, O.P. | 1987-2013  |                          |        |
|                          | Paul Joseph Schmitt                | 1958–1987  |                          |        |
|                          | Joseph-Jean Heintz                 | 1938–1958  |                          |        |
|                          | Jean-Baptiste Pelt                 | 1919–1937  |                          |        |
|                          | Willibrord Benzler, O.S.B.         | 1901–1919  |                          |        |
| Bispo coadjutor          |                                    |            |                          |        |
|                          | Paul Joseph Schmitt                | 1958       |                          |        |
| Bispo auxiliar           |                                    |            |                          |        |
|                          | Jean-Pierre Vuillemin              | 2019–2023  | Nomeado Bispo de Le Mans |        |
| Administrador apostólico |                                    |            |                          |        |
|                          | Jean-Pierre Vuillemin              | 2021–2022  | Bispo auxiliar da mesma  |        |